# Azazel
 Ovo je glavno značenje pojma Azazel. Za druga značenja pogledajte Azazel (razdvojba).
Azazel (hebr. עזאזל, arap. عزازل) nadnaravno je biće iz židovske mitologije, demon koji ima sposobnost opsjedati, odnosno ući u ljudsko tijelo, ali i u životinjsko. Neki ga smatraju Sotoninim slugom.

## Stari zavjet i židovska predaja
Prema predajama i legendama, prije svog preobraženja u demona bio je obični religiozni čovjek koji je imao svoju obitelj i poštovao Boga. U par navrata mu Bog mu se obratio tražeći ga žrtvu. Dakako, to je bila kušnja, no kada mu je Bog, po njegovom mišljenju, "nepravedno" oduzeo i ženu i dijete, Azazel je prokleo Boga i odbio mu poslušnost. Budući da je obožavao svoju obitelj odlučio je oduzeti sebi život da bi ponovno mogao biti s njima, no za kaznu jer si je oduzeo život koji nije njegovo vlasništvo i pošto je prokleo Boga, bio je kažnjen da luta svijetom ni živ ni mrtav, uvijek između dva svijeta, u stanju vječne odvojenosti od svoje obitelji koja je bila na nebu. Na kraju se ispostavilo da mu nije Bog oduzeo obitelj, već Sotona kako bi ga odvratio od Boga i stavio na kušnju njegovu jaku vjeru. Time je pripao Sotoni i postao njegovim slugom.
Također, postoji predaja koja Azazela predstavlja kao predvodnika Seirima, kozjih demona i pustinjskih lutalica kojima su semitska plemena prinosila žrtve. Prema drugim izvorima, Azazel je vođa anđela koji nikad ne počivaju, tzv. Promatrača, koji primjećuju promjene u svijetu, bilježe ih i o njima obavještavaju Boga. Ovi anđeli sišli su na Zemlju i miješali se sa smrtnim ženama, naučivši ih raznim čarolijama, botanici, vještinama ratovanja i ukrašavanja. Na taj način nastale su prve vještice. Kada je Bog saznao što rade, poslao je arkanđela Rafaela koji je sputao Azazelove ruke i noge i prikovao ga za šiljatu stijenu gdje će ostati u tami do Sudnjeg dana, kada će biti bačen u oganj u kojem će zauvijek nestati.
U Levitskom zakoniku (Lev 16,8-10) spominje se Azazel:
Aron će baciti ždrijeb na oba jarca, jedan za Gospodina, drugi za Azazela. Onda će Aron donijeti jarca na kojeg je pao ždrijeb za Gospodina, i pripraviti ga kao žrtvu za grijeh. A jarca na kojeg je pao ždrijeb za Azazela, stavit će živa pred Gospodina, da na njemu izvrši pomirenje i da ga pošalje za Azazela u pustinju.

## Knjiga proroka Henoka
Na spomena Azazela može se naići u apokrifnoj Knjizi proroka Henoka (8,1-2):
Azaziel je, štoviše, podučio ljude izradi mačeva, noževa, štitova, oplećaka, izradi zrcala, uporabi boje, uljepšavanju obrva, uporabi svakovrsnog dragog i probranoga kamenja, i svim vrstama boja, te svijet bijaše izmijenjen. Bezbožnost se širila; bludničilo se posvuda; i oni su griješili i pokvarili se na sve načine.